# Huangwan (socken i Kina, Sichuan)
Huangwan (kinesiska: 黄湾乡, 黄湾) är en socken i Kina. Den ligger i provinsen Sichuan, i den sydvästra delen av landet, omkring 130 kilometer sydväst om provinshuvudstaden Chengdu. Antalet invånare är 24 270. Befolkningen består av 10 156 kvinnor och 14 114 män. Barn under 15 år utgör 8,0 %, vuxna 15-64 år 84 %, och äldre över 65 år 7,0 %.
Genomsnittlig årsnederbörd är 1 606 millimeter. Den regnigaste månaden är juli, med i genomsnitt 392 mm nederbörd, och den torraste är januari, med 12 mm nederbörd.